# Unter Kontrolle (2011)
Unter Kontrolle ist ein deutscher Dokumentarfilm zur Nukleartechnik und -industrie aus dem Jahr 2011. Regie führte Volker Sattel.
Weltpremiere hatte der Film am 11. Februar 2011 bei der Berlinale 2011. Durch die Atomkatastrophe in Japan im März 2011 bekam er hohe zeitpolitische Brisanz. Nach vielen Festivalauftritten und Voraufführungen war der offizielle Kinostart am 26. Mai 2011. Die deutsche Fernseh-Erstausstrahlung war am 19. Juni 2012 auf Arte.

## Inhalt
Der Film porträtiert verschiedene Orte des Nuklearbetriebs in Deutschland und Österreich und die dort arbeitenden Menschen. Laut Filmdatenblatt der Berlinale zeigt er „sowohl die monströse Technik, als auch das utopische Projekt“, steht „zwischen Science Fiction und Industriefilm“.

## Regisseur
Der 1970 geborene Volker Sattel studierte von 1993 bis 1999 an der Ludwigsburger Filmakademie Baden-Württemberg Regie und Kamera. Er gestaltet seit Mitte der 90er Jahre als Regisseur, Drehbuchautor, Kameramann und Filmeditor vorwiegend Dokumentarfilme und experimentelle Spielfilme. Als Gastdozent lehrt er an der Hochschule für Film und Fernsehen „Konrad Wolf“ in Potsdam-Babelsberg sowie der Kunsthochschule für Medien Köln.

## Kritiken
„In ‚Unter Kontrolle‘ betonen Aufnahmen von monumentalen Kühltürmen, dekorativen Schaltzentralen und dem Gewirr aus Rohren die imposante Schönheit dieser Gebäude und ermöglichen einen ambivalenten Blick auf die gefährlichen Vorgänge, die sich dahinter abspielen. Gerade in Filmen, die sich häufig auf sehr belehrende Weise mit Missständen wie den Schattenseiten der Globalisierung (‚Darwin’s Nightmare‘) oder den verborgenen Wegen der Lebensmittelindustrie (‚We Feed the World‘) beschäftigen, vermisst man diese differenzierte Perspektive.“

## Festivals und Preise
Nach der Uraufführung im Rahmen der Berlinale wurde der Film zu zahlreichen weiteren Festivals eingeladen:
Den 23. Tagen des unabhängigen Films Augsburg, der 8. Dokumentarfilmwoche Hamburg, dem 13. Buenos Aires Festival Internacional de Cine Independiente, Argentinien, dem European Media Art Filmfestival Osnabrück, dem 12. Jeonju International Film Festival, Südkorea, dem 21. Filmkunstfestival Mecklenburg-Vorpommern, dem Festival des deutschen Films in Ludwigshafen, dem 26. DOK.fest München, sowie dem portugiesischen CineEco, wo er von der Jury mit einem Spezialpreis ausgezeichnet wurde.
Der Regisseur erhielt für den Film ein mit 30.000 € dotiertes „Gerd Ruge Projekt-Stipendium“ der Filmstiftung NRW.